# Mette V. Jensen
Mette Vestergaard Jensen (* 28. Mai 1987) ist eine ehemalige dänische Fußballspielerin.

## Karriere

### Verein
Vestergaard-Jensen gehörte im Seniorinnenbereich zuletzt den in Hjørring in der Region Nordjylland ansässigen Fortuna Hjørring in der seinerzeit unter dem Namen Eliteserien höchsten Spielklasse im dänischen Frauenfußball an. Mit ihrer Mannschaft gewann sie 2009 die Meisterschaft und ein Jahr zuvor den nationalen Vereinspokal.

### Nationalmannschaft
Vestergaard-Jensen kam für die Nachwuchsnationalmannschaften der DBU der Altersklassen U17, U19, U21 und U23 in fünf Jahren in insgesamt 36 Länderspielen zum Einsatz und erzielte ihre einzigen beiden Länderspieltore für die U19-Nationalmannschaft (3:3 vs. Schweiz am 8. September 2004 in Altbüro, 3:1 vs. Frankreich am 17. März 2006 in La Manga del Mar Menor).
Für die A-Nationalmannschaft bestritt sie ihr erstes von zwölf Länderspielen am 29. Oktober 2006 in Busan beim 1:1-Unentschieden gegen die US-amerikanische Nationalmannschaft in einem internationalen Turnier in Südkorea. Auch im zweiten Spiel am 31. Oktober 2006 in Seoul, beim 1:0-Sieg über die Nationalmannschaft der Niederlande wurde sie eingesetzt. Sie kam ferner in zwei Spielen bei der Teilnahme ihrer Mannschaft am Turnier um den Algarve-Cup 2007, in einem im Turnier um den Algarve-Cup 2008 und in zwei im Turnier um den Algarve-Cup 2011 zum Einsatz. Im Spieljahr 2009 bestritt sie fünf Länderspiele, davon drei in Freundschaft und zwei bei der Teilnahme ihrer Mannschaft an der Europameisterschaft am 23. und 26. August.

## Erfolge
Nationalmannschaft
- Algarve-Cup-Finalist 2007, 2008

Fortuna Hjørring
- Dänischer Meister 2009
- Dänischer Pokal-Sieger 2008